# Cyllopus lucasii
Cyllopus lucasii är en kräftdjursart som beskrevs av Charles Spence Bate 1862. Cyllopus lucasii ingår i släktet Cyllopus och familjen Cyllopodidae. Inga underarter finns listade i Catalogue of Life.